# Манчестерски дерби
Манчестерски дерби је фудбалска утакмица између Манчестер јунајтеда и Манчестер ситија, први пут одиграна 1881. године. Манчестер сити игра на Етихад стадиону, док Манчестер јунајтед игра на Олд Трафорд стадиону. Клубови су укупно одиграли 194 меча у свим такмичењима. Јунајтед је победио 79 пута, Сити 61, а преосталих 54 пута је било нерешено.

## Историја
Дана 12. новембра 1881. године је био први пут кад се одиграо меч ова два тима, Ст. Маркс (Вест Гортон)- који ће касније постати Манчастер сити је био домаћин Њутин Хиту -који ће касније постати Манчестер јунајтед. Утакмица се завршила резултатом 3-0 у корист Њутон Хита. У то време клубови су били само две од многобројних манчастерских области и нису имали никакву значајнију будућност. Оба клуба су подигла свој статус како су 1880те пролазиле и тиме су довеле до њиховог првог сусрета у 90тим годинама. Клубови су постали доминантни међу манчастерским областима. Победник Манчастерског купа у периоду од 1888. до 1892. је био или Њутон Хит или Ардвик. Оба клуба су се придружила Фудбалској Алијанси. Током овог периода оба клуба су имали безуспешних покушаја да освоје избор у лиги. Њутон Хит је покушао 1889,90,91 покушао, а Ардвик је покушао 1891. Пријем у фудбалску лигу 1892. године када се Њутон Хит придружио Првој Дивизији а Ардвик Другој.
.

### Раније године
Прва лигашка утакмица између тимова одиграна је 1894. у 95тој сезони када је Њутон Хит победио Манчастер сити 5-2 на стадиону Хајд Роуд (Ситијев стадион). Први сусрет између тимова који је заузео највиша места енглеског фудбала одиграо се у децембру 1906. године када је Сити победио са 3-0. У то време Сити је патио од последица скандала у којем је клуб окривљен због ванбилансних плаћања играча. Резултат тога је био да је 17 играча суспендовано и забрањено им је да заувек представљају клуб уклјучујући играче који су са тимом 1904. године освојили Ф. А куп. Када се суспензија завршила у јануару 1907 . године,4 играча су се прикључила Јунајтеду Џими Банистер, Херберт Бергес, Били Мередит и Санди Турнбил који су помогли клубу да први пут освоји лигу. Касније током сезоне Turnbull је постао први играч који је замењен у овом дербију.
Пре Другог светског рата многи фудбалски фанови су једне недеље гледали Сити а друге Јунајтед, а после рата тимови су постали велики ривали.

### Рефлектори
Први дерби под рефлекторима Манчестер је одиграо 26. фебруара 1889. Електрична светла су постављена око терена и публика од 10.000 гледалаца је гледало како је Њутн Хит поразио Ардвицк 3-2. Утакмица је одиграна за помоћ због катастрофе Хајд рудника угља.
Први такмичарски меч под рефлекторима је био Суперкуп утакмица одиграна у октобру 1956, када је Манчестер Јунајтед бранио Лигу шампиона и Манчестер Сити је био носилац ФА куп. Меч је био прекид са традицијом јер се Суперкуп обично играо на домаћем терену првака Лиге шампиона, али како је Олд Трафорд тек требало да инсталира рефлекторе, меч се одиграо на Maine Road-у.

### 70те
Мечеви седамдесетих година памте се као дербији преке нарави. Било је много случајева неспортског понашања, оштрих стартова, прекида утакмица, туча фудбалера и много црвених картона. Једном приликом после намерног старта Јунајтедовог Џорџа Беста, Ситијев фудбалер Глин Пардо је умало изгубио своју ногу.

### 80те
80те су почеле ремијем на Олд Трафорду 2-2 и то је био почетак бурне сезоне за Јунајтед. Сити је тих година био бољи, завршио је у врху табеле и стигао до финала F.A купа. Међутим то се већ 1982. мења када Јунајтед узима Ф. А куп и завршава трећи док Сити испада из лиге. Сити се вратио у лигу сезоне 1985—1986. и угостио је Јунајтед који је славио резултатом 3-0 и тиме продужио победнички низ од 8 утакмица. Јунајтед је добио првих 10 утакмица у првом делу сезоне и дочекао је Нову годину на првом месту, међутим завршили су као четвртопласирани. Сити је завршио као петнести на табели. Ипак, имали су кључну улогу у спречавању Јунајтеда у освајању титуле када су ривалима одузели два бода тако што су ремизирали на Олд Трафорду резултатом 2-2, 22. марта 1856. године.1986-[1987]] Сити испада из лиге у сезони у којој је Јунајтед завршио 11. на табели и у којој је менаџера Рона Аткинсона заменио Алексом Фергусоном 6. новембра 1986. Алекс Фергусон се први пут сусрео са Ситијем у трећој рунди Ф. А купа 10. јануара 1987. а први пут у лиги када је Јунајтед наставио побољшање форме под Фергусоном, Јунајтед је победио са 2-0 и тиме приближио Сити евентуалном испадању из лиге. Тај меч се одиграо 7. марта 1987.

### 90те
Петар Шмајхел, голман који је бранио за Јунајтед и за Сити држи рекорд непобедивости-док је бранио за Јунајтед нису били поражени на 10 утакмица, док је у својој јединој сезони у Ситију, Сити славио и на свом терену и на Old Trafodу. Ипак, Јунајтед је био доминантнији у дуелима и није био поражен читаву деценију. У 1990-1 оба тима су била у горњем делу табеле, али нису били озбиљни конкуренти за титулу, меч на Меин Роуду био је запањујућ и завршио се резултатом 3-3. У првом делу лиге Јунајтед је славио резултатом 1-0 и једини гол на мечу постигао је седамнестогодишњи Рајан Гигс. То је био његов први гол у сениорском фудбалу. Први меч ова два тима од оснивања Премијер лиге одржао се 6. децембра 1992. Резултат је био 2-1 за Јунајтед. Тада је за Јунајтед дебитовао Ерик Кантона који је у овим дербијима постигао 8 голова за своје 4 сезоне. 1993. година донела је дерби у коме је Јунајтед на Маин Роуду губио са 2-0 и преокренуо је са 3-2 на крају меча. Ерик Кантона је постигао 2 гола тада као и касније у сезони када је Јунајтед победио резултатом 2-0. Такође је Кантона био у центру пажње када 1994, али му је славу преотео Андреј Канчељскис који је постигао хет трик, у другом делу сезоне црвени део Манчастера се радовао новој победи од 3-0. Сезона 1995-6 нам је донела последњи дерби у овом миленијуму јер је Сити испао из лиге. Ове сезоне Јунатед је поново оба пута славио. Памти се победа Јунајтеда на Олд Трафорду када је Пол Сколс дао прелеп гол у победи од 1-0. Кантона је у другом делу сезоне разочарао Сити када је дао два гола и његовим тим победио са 3-2. Сити је тада испао из лиге и није им било лако да се врате у најјачи ранг енглеског фудбала.

### 2000те
Три године касније, у првом Олд Трафорд дербију новог миленијума у априлу 2001. године, видела се кулминација дуггодишњег спора између Роја Кина и Алф-Инга Халанда, када је Кин добио црвени картон због оштрог старта над Халандом. Сукоб је почео још 1998. године, када је Велики капитен Кин претрпео повреде да би постигао гол, Халанд је тада играо за Лидс, екипу која је такође велики ривал Јунајтеду. Када је Кин лежао на земљи, Халанд га је оптужио за симулирање. Утакмица је завршена 1-1;Јунајтед је већ био победник Лиге шампиона, када је Сити изгубио 2 бода и приближило им се евентуално испадање, што је потврђено у претпоследњој утакмици сезоне. То је био први пут у 9 година да Сити избегне пораз на Олд Трафорду, а први пут у 8 година да су били без пораза од Јунајтеда кући или на страни у било ком такмичењу. у својој аутобиографији, објављеној 2002. године, Кин је признао да је изазов био смишљен покушај да се повреди Халанд. Признање је резултирало казном од 150000 фунти и 5 мечева забране играња те године.
Дана 9. новембра 2002. године Ситијем управља Кевин Киган, освоји последњи дерби икад на Меин Роуду 3-1. Шон Готер је постигао 100ти и 101. гол за клуб, и Николас Анелкаје постигао други. Ово је Ситијева прва победа над Јунајтедом од победе у 1989 од 5-1. Сити ће касније у сезони одиграти 1-1 на Олд Трафорду. Шон Готер је поново постигао гол. Ово је била прва сезона, од 1991-2 да Сити је без пораза од Јунајтеда целе сезоне. у 2007-8 дерби утакмице је оба пута победила екипа Ситија 1-0 на њиховом стадиону 19. августа 2007. године, а 2-1 на Олд Трафорду 10. фебруара 2008(4 дана после 50тогодишњице Михенске трагедије).
Минут ћутања је претходио том мечу. Даријус Васел и Бенџамин су постигли гол за Сити у 24. и 45. минуту, Мајкл Керик је дао утешан гол за Јунајтед у 90. минуту. То је био први пут од априла 1974. да Сити победи Јунајтеду у лиги на Олд Трафорду. Први пут су добили оба лигашка дербија од сезоне 1969-70. јунајтед је спречио Сити од победе у трећем узастопном дербију у првом дербију у сезони 2008—2009. Вејн Руни је постигао једини гол на мечу. Кристијано Роналдо је искључен са тог меча. Роналдо и Карлос Тевез су затим постигли голове у утакмици касније на Олд Трафорду и тиме Јунајтед односи победу над Ситијем од 2-0..

## Статистика
Ажурирано 10. август 2024.
| Такмичење         | Одиграно | Ситијеве победе | Нерешено | Јунајтедове победе | Ситијеви голови | Јунајтедови голови |
| ----------------- | -------- | --------------- | -------- | ------------------ | --------------- | ------------------ |
| Премијер лига     | 54       | 20              | 9        | 25                 | 80              | 77                 |
| Прва дивизија     | 104      | 30              | 39       | 35                 | 147             | 141                |
| Друга дивизија    | 12       | 2               | 4        | 6                  | 13              | 21                 |
| ФА куп            | 11       | 4               | 0        | 7                  | 15              | 21                 |
| Лига куп          | 10       | 5               | 1        | 4                  | 16              | 11                 |
| ФА Комјунити шилд | 3        | 0               | 1        | 2                  | 3               | 5                  |
| Укупно            | 194      | 61              | 54       | 79                 | 274             | 276                |

Најбољи стрелци
| Играч         | Клуб                                      | Голови |
| ------------- | ----------------------------------------- | ------ |
| Вејн Руни     | Манчестер Јунајтед                        | 11     |
| Џо Хејс       | Манчестер Сити                            | 10     |
| Франсис Ли    | Манчестер Сити                            | 10     |
| Боби Чарлтон  | Манчестер Јунајтед                        | 9      |
| Серхио Агверо | Манчестер Сити                            | 8      |
| Колин Бел     | Манчестер Сити                            | 8      |
| Ерик Кантона  | Манчестер Јунајтед                        | 8      |
| Брајан Кид    | Манчестер Јунајтед (5) Манчестер Сити (3) | 8      |
| Џо Спенс      | Манчестер Јунајтед                        | 8      |
| Пол Сколс     | Манчестер Јунајтед                        | 7      |
| Денис Виолет  | Манчестер Јунајтед                        | 7      |

Цела статистика обухвата мечеве од 1960-61. Сви фудбалери играју са Сити или за Јунајтед.

## Највећи успеси
Ажурирано 10. август 2024.
| Манчестер сити                          | Такмичење                              | Манчестер јунајтед |
| --------------------------------------- | -------------------------------------- | ------------------ |
| Домаћа такмичења                        |                                        |                    |
| 10                                      | Прва дивизија / Премијер лига          | 20                 |
| 7                                       | Друга дивизија / Чемпионшип            | 2                  |
| 7                                       | ФА куп                                 | 13                 |
| 8                                       | Лига куп                               | 6                  |
| 7                                       | Комјунити шилд                         | 21                 |
| 39                                      | Укупно                                 | 62                 |
| Европска и остала међународна такмичења |                                        |                    |
| 1                                       | Куп европских шампиона / Лига шампиона | 3                  |
| 1                                       | Куп победника купова                   | 1                  |
| —                                       | Куп УЕФА / Лига Европе                 | 1                  |
| 1                                       | Суперкуп Европе / УЕФА суперкуп        | 1                  |
| —                                       | Интерконтинентални куп                 | 1                  |
| 1                                       | Светско клупско првенство              | 1                  |
| 4                                       | Укупно                                 | 8                  |
| 43                                      | Укупно свих трофеја                    | 70                 |